# North American AJ Savage
O North American AJ Savage (ou A-2 Savage) foi um avião bombardeiro construído para a Marinha dos Estados Unidos desenvolvido pela North American Aviation. Ficou no serviço ativo durante boa parte da década de 1950 até ser substituído pelo A3D Skywarrior.

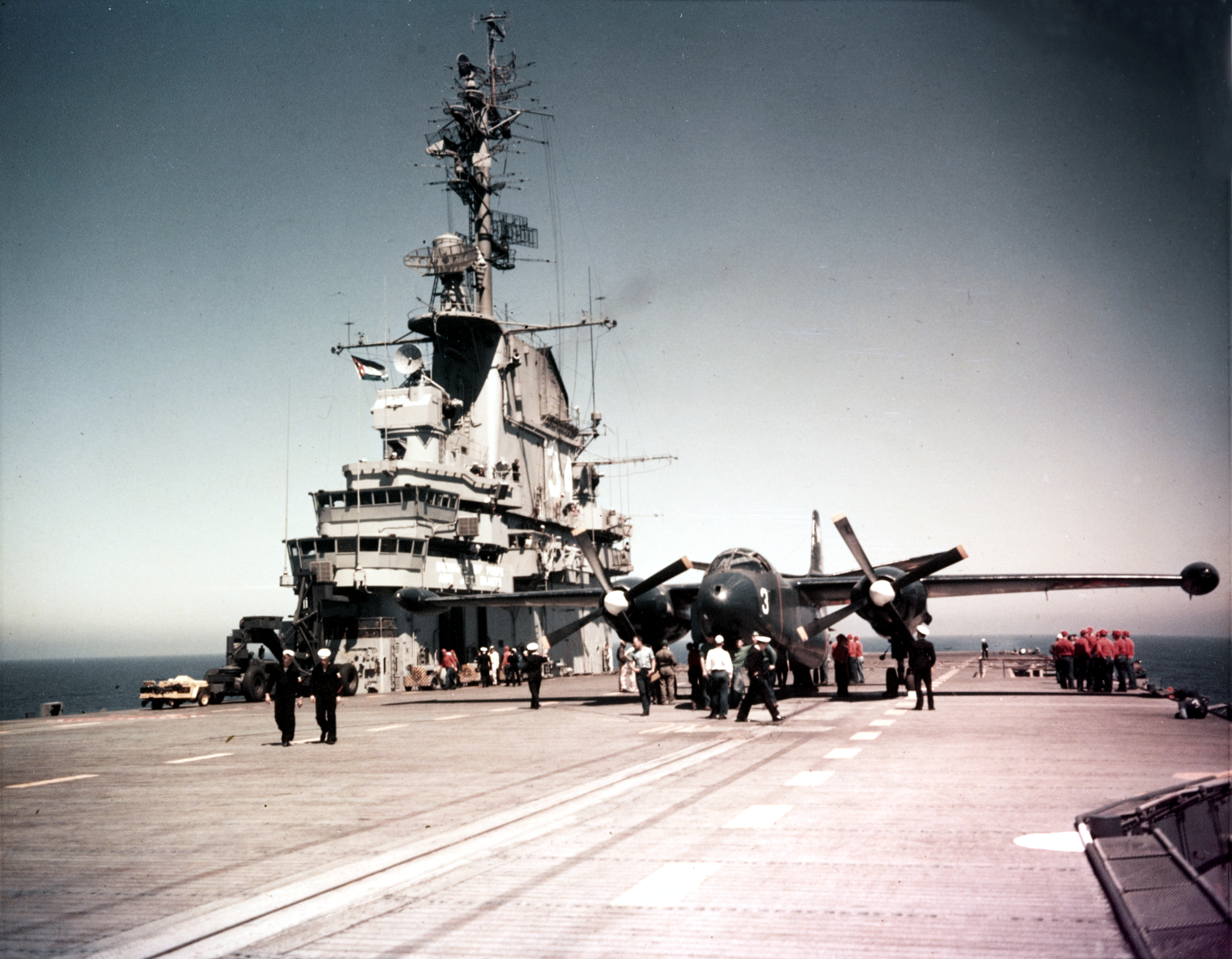
AJ-1 a bordo do porta-aviões da ex-Classe Essex, USS Oriskany em 29 de agosto de 1952.
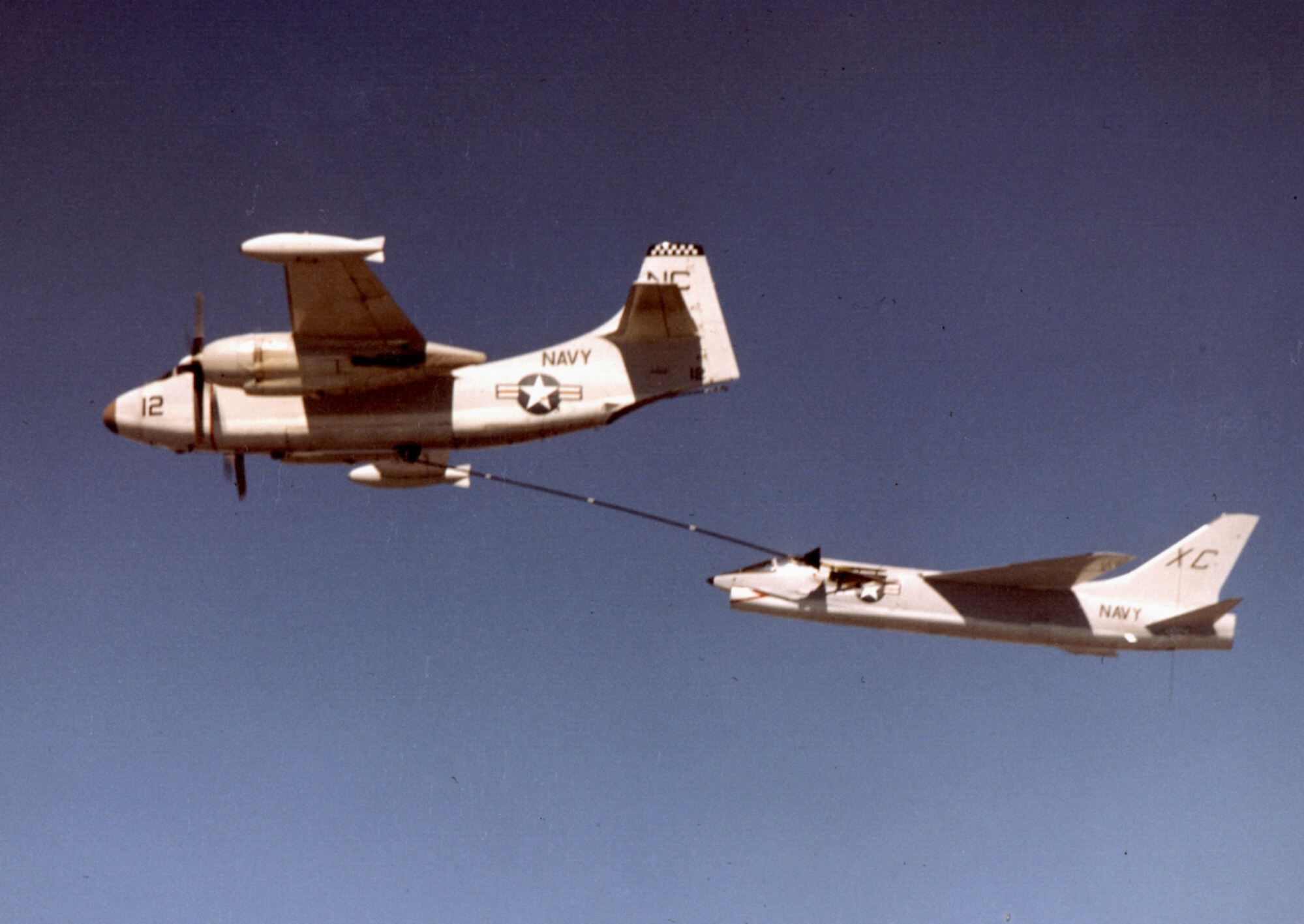
Um AJ-2 reabastecendo um caça Vought F-8 Crusader durante os anos de 1950.